# Natasha Poonawalla
Pour les articles homonymes, voir Poonawalla.
Natasha Poonawalla (née le 26 novembre 1981) est une femme d'affaires indienne, présidente de la Fondation Villoo Poonawalla, directrice exécutive du Serum Institute of India , l'une des plus grandes entreprises de fabrication de vaccins au monde en nombre de doses produites, directrice du Poonawalla Science Park aux Pays-Bas et directrice de Villoo Poonawalla Racing and Breeding Pvt Ltd. Elle est une passionnée de mode,.

## Biographie
Elle naquit le 26 novembre 1981 et grandit à Pune , en Inde. Elle suit les cours à l'école St. Mary à Pune puis entame une Licence à  l'Université de Pune. En 2004, elle réussit son Master à la London School of Economics .
En 2006, elle épouse le milliardaire Adar Poonawalla,, qu'elle a rencontré lors d'une fête de nouvel an organisée à Goa par Vijay Mallya. Ils ont deux fils, Cyrus et Darius.

## Sources
1. ↑  (en-US) « Natasha Poonawalla is India's first lady of fabulousness », sur Elle India (consulté le 18 janvier 2021).
2. ↑  (en) « Natasha Poonawalla: “Adar and I are very motivated to make a difference” », sur Vogue India, 9 novembre 2017 (consulté le 18 janvier 2021).
3. ↑  (en-US) « Best Dressed 2015: Natasha Poonawalla », sur Verve Magazine, 24 décembre 2015 (consulté le 18 janvier 2021).
4. ↑  (en) « Natasha Poonawal : la vie riche et glamiyr de la fashioniste de 37 ans », sur mid-day.com (consulté le 18 janvier 2021).
5. ↑  « Farm fatale: When billionaire Adar Poonawala's glamourous
wife Natasha posed with a horse! », The Economic Times,‎ 2016 (lire en ligne, consulté le 18 janvier 2021)
6. ↑  (en) Denise, « Indian Billionaire Wives Who Are Famous », sur boldsky.com, 18 juillet 2013 (consulté le 18 janvier 2021).

- (en) Cet article est partiellement ou en totalité issu de l’article de Wikipédia en anglais intitulé « Natasha Poonawalla » (voir la liste des auteurs).